# 正字通
正字通（せいじつう）は、中国の漢字字典。12巻。明末の張自烈によって編纂された。題には廖文英撰とあるが、廖文英が張自烈の原稿を買って自分のものとして刊行したといわれる。33671字を収録している。配列は『字彙』の部首別画数順の形式に従っている。
本書は『字彙』の補正を目的として編まれている。字釈は長文を費やして極めて詳細に説いている。これを『康熙字典』上諭では「『正字通』は汎濫に渉る」と批判しており、同書凡例の第18条には「『正字通』の長文で不適切な考察をすべて除去す」としている。その一方で、『康熙字典』は『正字通』が行った字義や用例の増補は、ほとんど原文のまま採用している。
字形については、『説文解字』に正字として篆書で示された字体を明朝体によって再現することを目指しており、これが書名の所以である。

## 関連書
- 張自烈撰　『正字通』 東豊書店
- 張自烈、廖文英編　『正字通』 中国・中国工人出版社